# Macrolabis
Macrolabis is een muggengeslacht uit de familie van de galmuggen (Cecidomyiidae).

## Soorten
- M. achilleae Rübsaamen, 1893
- M. alnicola Rübsaamen, 1914
- M. aquilegiae

Akeleigalmug (Kieffer, 1909)
- M. bedeguariformis (Rudow, 1875)
- M. brunellae Tavares, 1907
- M. buhri Stelter, 1956
- M. cirsii (Rübsaamen, 1890)
- M. dulcamarae (Rübsaamen, 1892)
- M. fagicola (Barnes, 1939)
- M. floricola (Rudow, 1875)
- M. heraclei

Schermbloembladgalmug Kaltenbach, 1862
- M. hieracii

Havikskruidtopgalmug Rübsaamen, 1917
- M. hippocrepidis Kieffer, 1898
- M. holosteae

Grote muurgalmug Rübsaamen, 1917
- M. incognita Stelter, 1975
- M. incolens Rübsaamen, 1895
- M. jaapi Rübsaamen, 1916
- M. lamii

Witte dovenetelgalmug Rübsaamen, 1916
- M. laserpitii Rübsaamen, 1917
- M. lonicerae

Kamperfoelietopgalmug Rübsaamen, 1912
- M. lutea Rübsaamen, 1914

- M. marteli Kieffer, 1892
- M. orobi (F. Low, 1877)
- M. pavida (Winnertz, 1853)
- M. pilosellae

Muizenoortjesrozetgalmug (Binnie, 1877)
- M. podagrariae (Loew, 1850)
- M. quercicola (Stelter, 1994)
- M. rhodophila (Hardy, 1850)
- M. ruebsaameni Hedicke, 1938
- M. saliceti (Loew, 1850)
- M. scrophulariae Tavares, 1906
- M. stellariae

Muurtopgalmug (Liebel, 1889)
- M. vicicola Stelter, 1992